# 驸马
驸马，全称为驸马都尉，是中國、越南、朝鮮官职名称，「駙馬」又作附馬、付馬，最早出现在汉武帝时期。由於駙馬經常成為公主之夫或授此官職予公主之夫，後來就變成公主之夫專有的稱謂。又因為中國的皇女一般在出嫁前皆封公主，因此國婿、帝婿往往都是駙馬。清代改稱額駙。

## 中國的駙馬

### 武官職稱
漢代驸马都尉本屬武官，漢武帝元鼎二年初置，與奉車都尉、騎都尉合稱「三都尉」。负责皇帝出游时随驾搭乘從車副車之职，俸禄二千石，一般由皇室、諸侯、外戚及世族子弟担任。
駙馬都尉在東漢時與奉車都尉、騎都尉同屬光祿勳，奉朝請，即授予上朝的資格。漢明帝劉莊嫁妹館陶公主劉紅夫給駙馬都尉韓光，后者為第一個恰巧娶得公主的駙馬都尉。

### 勛官
魏及晉初沿襲東漢舊制，以宗室、外戚為駙馬都尉，也奉朝請，但已經變成勛官。至晉元帝時，改以掾屬為駙馬都尉，仍然是奉朝請。後來廢奉車、騎二都尉，僅餘駙馬都尉一職。其中有不少任職駙馬都尉者皆為公主丈夫，如劉惔、桓溫等，雖然北宋王欽若在《冊府元龜》《卷三百》中指駙馬至晉代專授予尚公主者也”，但此時駙馬並未成為公主丈夫的專稱。
劉宋時期自宋武帝永初年間以降，尚公主者皆拜駙馬都尉。南朝齊沿襲劉宋制度，規定公主夫婿皆拜駙馬都尉。南朝梁、陳、元魏、北齊時期駙馬都尉一職皆為公主夫婿擔任，但並非所有尚公主者皆授駙馬都尉。隋朝初年仍設駙馬都尉，隋文帝開皇六年除去奉朝請資格，隋煬帝廢除駙馬一職。

#### 成為公主夫婿專稱
唐代恢復設置駙馬都尉，為從五品下階，皆由公主夫婿擔任，《舊唐書》記載駙馬都尉由掌天子族親屬籍的宗正寺管理，《唐會要》直接以「駙馬」指公主夫婿，从此，驸马就不是一个实际的官职，而是代指公主的丈夫。
宋代初期駙馬多出身開國元勳或重臣，差遣官職可達節度使或使相，仁宗後駙馬多出身文臣之家，僅給予節度觀察留後、承宣使等虛銜；金朝駙馬亦相當四品品秩。

### 清朝
后金初期，努尔哈赤时代，尚无正式的册封制度。努尔哈赤诸女与其亲族的女儿一样被称为格格，而她们的丈夫则被称为额驸（穆麟德轉寫：efu）。皇太极后，皇女、宗女的册封制度逐渐完善。依据嫡庶皇女分封为固伦公主、和硕公主，她们的丈夫依此受封固伦额驸、和硕额驸。崇德元年，定固伦额驸冠服与贝子(即宗室第四等爵位)同，和硕额驸冠服与超品公同。宗女根据父亲身份，享受不同等级的册封，她们的丈夫亦封额驸。雍正时，和硕纯悫公主的丈夫策棱晋封固伦额驸，已逝世多年的公主亦因此追赠固伦公主。

## 朝鮮
朝鮮自高麗時代設置駙馬，為公主夫婿的稱號，朝鮮史上第一位駙馬是高麗太祖王建長女安貞淑儀公主之夫、新羅末代君主敬順王金傅，但之後高麗公主之夫不論是否同姓宗室皆不稱駙馬，而是授予司空、司徒之官職以及伯爵或以上爵位，有些公主則嫁給國王，因此金傅也是高麗唯一一位駙馬。
朝鮮王朝設駙馬，為公主之夫之稱號，封爵為都尉。與翁主、郡主、縣主之夫皆稱儀賓。

## 越南
越南第一位史有明載的駙馬都尉是丁朝開國皇帝丁部領之女明珠公主之夫陳升。此後公主之夫皆稱駙馬。但後黎朝至莫朝時有非公主夫婿者封駙馬都尉。

## 與皇室通婚的駙馬與皇室之關係
由於東亞為父系社會，其宗法制度規定女性婚後被視為「族外」，因此駙馬並不屬於皇族，而是屬於外戚。例外的是越南李朝女皇帝李昭皇之夫陳煚，因他是以皇夫身份成為駙馬。

## 相关文学艺术作品
- 女驸马
- 铡美案（陈世美）
- 打金枝

## 类似头衔
- 郡馬：郡主的丈夫，宋代俗稱郡馬
- 縣馬：縣主的丈夫，宋代俗稱縣馬
- 儀賓：
  - 明代親王、郡王等的女婿（郡主儀賓秩從二品。縣主儀賓從三品。郡君儀賓從四品。縣君儀賓從五品。鄉君儀賓從六品。[12]）
  - 琉球國翁主之夫
  - 朝鮮王朝駙馬的正式爵位，即公主、翁主之夫
- 王夫：女王之夫